# SV Riverplate
SV Riverplate (vollständiger Name: Sport Vereniging Riverplate) ist ein im Jahr 1953 gegründeter Fußballverein aus Madiki, Oranjestad auf der Insel Aruba. Der Verein konnte bislang zweimal den Meistertitel von Aruba erringen, zuletzt in der Saison 1997. In der Saison 2017/18 nimmt die SV Riverplate an der Division di Honor, der höchsten Spielklasse des Fußballverbands von Aruba teil. Die Mannschaft trägt ihre Heimspiele im Stadtviertel Madiki in Oranjestad aus.

## Erfolge
- Division di Honor[4]

Meister: 1993, 1997